# Боріс Стеймец
Боріс Стеймец  (фр. Boris Steimetz, 27 липня 1987) — французький плавець, олімпієць.

## Виступи на Олімпіадах
| Олімпіада  | Дисципліна                      | Місце                 |
| ---------- | ------------------------------- | --------------------- |
| Пекін 2008 | естафета 4 × 100 вільним стилем | 2 (попередні запливи) |